# Биркадзе, Георгий Автандилович
Георгий Автандилович Биркадзе (укр. Георгій Автанділович Біркадзе; 30 сентября 1980, Карели, Грузинская ССР) — украинский политик. Бывший глава Броварской районной государственной администрации Киевской области (2020—2021), советник Офиса Президента Украины. Считается[кем?] близким соратником Юрия Голика, координатора программы «Большое строительство». Его деятельность неоднократно оказывалась в центре коррупционных скандалов и журналистских расследований, связанных с подозрениями в покровительстве нелегальной добычи песка в Броварском районе и передаче конфиденциальной информации из НАБУ Юрию Голику. Его также обвиняют в получении взяток до $100 тысяч в месяц за «прикрытие» незаконной деятельности.

## Биография
Георгий Автандилович Биркадзе родился 30 сентября 1980 года в Карели. По происхождению — грузин. Получил высшее образование в Киевском национальном университете строительства и архитектуры.
Свою карьеру Биркадзе начал в строительном бизнесе, занимаясь развитием компаний и управлением проектами. В 2011 году он основал и возглавил группу компаний «Строй-Гарант Инвест», которая специализировалась на проектировании и строительстве инженерных сетей в Киеве и Киевской области. Компании этой группы неоднократно получали контракты на ремонт канализационных систем на крупных объектах Киева.
Кроме того, Биркадзе несколько лет возглавлял ООО «БРК Холдинг Групп», которое предоставляло услуги в сфере строительства.
По данным СМИ, в период с 2017 по 2021 год четыре компании, связанные с Биркадзе — «Натеко Энерго Монтаж», «Строй Гарант Груп», «БРК Термотехнолоджи» и «БРК Гидросервис» — получили подрядов на сумму 942,65 млн гривен. Исполнение этих и других подрядных работ неоднократно привлекало внимание правоохранительных органов. В частности, в 2020 году Национальная полиция Украины расследовала дело, в котором подозревались фактические владельцы «Натеко» в коррупционных связях с руководством Министерства молодежи и спорта Украины, что позволило им завысить фактические объёмы и стоимость работ по реконструкции игровой залы в «Олимпийском НСК „Конча-Заспа“». Общая стоимость этих работ превышала 156 млн грн.

### Политическая деятельность
В 2020 году был назначен главой Броварской районной администрации Киевской области. Журналистские расследования указывают на его причастность к «крышеванию» песчаной мафии в Броварском районе.
В марте 2021 года был освобожден от должности главы Броварской РГА в соответствии с распоряжением Президента Украины № 257/2021-рп.
В начале 2022 года был соведущим программы «Презумпция вины» на телеканале «Дом».

#### Работа в Офисе Президента Украины
После отставки Биркадзе продолжил деятельность в строительной сфере и стал советником Офиса Президента Украины. В этой роли он фигурировал в журналистских расследованиях, в частности относительно передачи конфиденциальной информации из НАБУ координатору «Большого строительства» Юрию Голику.
Георгий Биркадзе публично высказывал свою лояльность руководителю Офиса Президента Украины Андрею Ермаку. В телефонных разговорах с пранкером Василием Крутчаком Биркадзе заявил о готовности выполнять любые задания для Ермака «на пять с плюсом». Также в том же разговоре, откликнувшись на представление собеседника как юриста советницы Ермака Дарьи Заривной, Биркадзе выразил благодарность руководителю Офиса Президента, что свидетельствует о тесных связях с Офисом Президента.

## Антикоррупционные расследования

### Подозрения в покровительстве незаконной добычи песка
Во время пребывания в должности главы Броварской районной государственной администрации (2020—2021 годы) Георгий Биркадзе неоднократно фигурировал в журналистских расследованиях, связанных с незаконной добычей песка в Киевской области. В частности, расследование информационного портала «Моя Київщина» предполагало, что его назначение могло быть пролоббировано с целью организации и прикрытия «песчаной мафии» в Броварском районе. Журналисты также отмечали, что Биркадзе мог ежемесячно получать «откаты» до 100 тысяч долларов США за покровительство этому бизнесу.
После увольнения Биркадзе с должности главы РГА в марте 2021 года, его преемником стал Павел Проскочило, которого СМИ называли кумом Биркадзе. Впоследствии Проскочило попал в поле зрения правоохранительных органов по делу о взятке за разрешение на выезд за границу для волонтера.

### Связи с милицейско-прокурорским кланом Виталия Яремы
По данным журналистов, Георгий Биркадзе имеет связи с представителями милицейско-прокурорских структур, в частности с бывшим генеральным прокурором Украины Виталием Яремой. Ранее Ярема имел продолжительную карьеру в органах внутренних дел, включая должности в управлении по борьбе с организованной преступностью и начальника Главного управления МВД Украины в городе Киеве.
Согласно сообщениям, Биркадзе мог представлять интересы этого клана в делах, связанных со строительством в Киеве. В частности, отмечается, что он мог быть посредником в решении вопросов, связанных с выделением земельных участков и получением разрешений на строительство, используя свои связи в органах власти и правоохранительных структурах.

## Связи с Юрием Голиком
Георгий Биркадзе поддерживает тесные связи с Юрием Голиком, координатором государственной программы «Большое строительство». Эти связи стали предметом журналистских расследований, которые выявили факты передачи конфиденциальной информации из Национального антикоррупционного бюро Украины (НАБУ) Голику, а также их совместное участие в тендерах «Большого строительства» и Национального военного мемориального кладбища.

### Утечка информации из НАБУ
В 2024 году Георгий Биркадзе стал фигурантом журналистского расследования по передаче конфиденциальной информации из НАБУ Юрию Голику.
Журналисты Bihus.Info опубликовали материал, в котором утверждается, что советник Офиса Президента Георгий Биркадзе передавал конфиденциальную информацию из НАБУ Юрию Голику. В частности, содержимое телефона Голика подтвердило, что он получал сообщения от Биркадзе с «сливами» из НАБУ. Скриншоты переписки показывают, что Биркадзе якобы общался с высокопоставленным сотрудником НАБУ.
В мае 2024 года Специализированная антикоррупционная прокуратура и Национальная полиция Украины провели обыски у Георгия Биркадзе и детектива НАБУ Валерия Полюги в рамках расследования утечки информации. Во время обысков в квартире Биркадзе был изъят планшет iPad Pro, который, по словам пожилой женщины, находившейся в квартире, принадлежит его дочери. Следствие отправило устройство на компьютерно-техническую экспертизу в Киевский научно-исследовательский институт судебных экспертиз.

### Участие в тендерах «Большого строительства»
Расследования также выявили, что компании, связанные с Биркадзе, участвовали в тендерах на строительство объектов в рамках программы «Большое строительство», которую курировал Голик. В частности, компания «СК Стройинвест», получившая более 4 миллиардов гривен на строительные работы, фигурирует в совместном уголовном производстве НАБУ в отношении Биркадзе и Голика. Это вызывает подозрения в возможном конфликте интересов и злоупотреблении служебным положением.

### Участие в тендере на строительство Национального военного мемориального кладбища
В августе 2024 года в Украине прошел тендер на строительство первой очереди Национального военного мемориального кладбища стоимостью 1,75 млрд гривен. Победителем стало консорциумное объединение «Билдинг Юа», созданное непосредственно под этот тендер — за день до подачи документов.
В консорциум вошла одесская компания «Евроэлитбуд», совладелицей которой является Наталия Побережец — также владелица компании «Будвижн» (ранее — «БРК Трансальянс»), ранее контролировавшейся Святославом Пузняком, который в прошлом руководил предприятием, основанным Георгием Биркадзе. Другими участниками консорциума стали строительная компания из Днепра и дорожно-строительная компания из Броваров.
Согласно журналистским расследованиям, в телефоне координатора «Большого строительства» Юрия Голика были найдены фото проекта мемориала, что свидетельствует о его информированности о подготовке проекта. Кроме того, 6 апреля 2024 года Георгий Биркадзе вместе с главным архитектором мемориала и директором учреждения «Национальное военное мемориальное кладбище» выехал за границу на автомобиле, зарегистрированном на свою супругу — это произошло ещё до проведения тендера.
Эти факты вызвали критику в СМИ и подозрения в возможном злоупотреблении служебным положением со стороны Биркадзе и Голика. «Главком» отмечает присутствие в проекте компаний, связанных с Биркадзе.

## Инциденты

### Скандальное заявление о «похищенных» средствах
В 2024 году Георгий Биркадзе оказался в центре скандала в эфире телемарафона «Единые новости». Его пригласили прокомментировать второй транш макрофинансовой помощи Украины от ЕС и выделение средств на фортификационные сооружения. В ходе обсуждения Биркадзе оговорился, заявив:
«Если брать восстановление, то сегодня 37 миллиардов мы украли… ой, вложили в фортификации».Георгий Биркадзе

## Семья
Жена — Биркадзе Ольга Владимировна, ассистент кафедры теории и практики перевода романских языков имени Николая Зерова Учебно-научного института филологии Киевского национального университета имени Тараса Шевченко. В браке воспитывают дочь.